# Irshad
Irshad é uma cadeia de lojas que vende eletrônicos e eletrodomésticos no Azerbaijão .
A empresa foi fundada em 2000 por Rashad Garibov sob o nome de I&R Telecom. Em 2022, há uma rede de lojas em 44 cidades e regiões, incluindo Baku e Sumgayit, e mais de 700 revendedores.

## História
A Irshad foi fundada em 2000 em Baku sob o nome de I&R Telecom. Desde 2003, expandiu sua rede aumentando o número de lojas na capital e regiões.
No final de 2007, a I&R Telecom mudou seu nome para Irshad Telecom. A partir de 2018, a empresa continua operando sob o nome "Irshad Electronics" e começa a vender produtos eletrônicos. A partir de 1 de março de 2021, continua a operar sob o nome "Irshad".

## Número da loja
Atualmente, a rede Irshad é mais de 44 em Baku e aldeias vizinhas, Khirdalan, Sumgayit, Ganja, Mingachevir, Barda, Goychay, Lankaran, Imishli, Guba, Gabala, Masalli, Shamkir, Khachmaz, Tovuz, Sabirabad, Agjabadi, Jalilabad, Regiões de Yevlakh . opera com uma loja.

## Prêmios
- Prêmio de Realização por Conquistas na Cadeia de Lojas de Eletrônicos (2003) [4] [5]
- Prêmio "Sucesso" na nomeação "Melhor Negociante do Ano" (2008-2009) [4]
- Prêmio "Sucesso" e o prêmio do ano em 2011 (2010-2012) [4]